# Robert Seitz (SS-Mitglied)

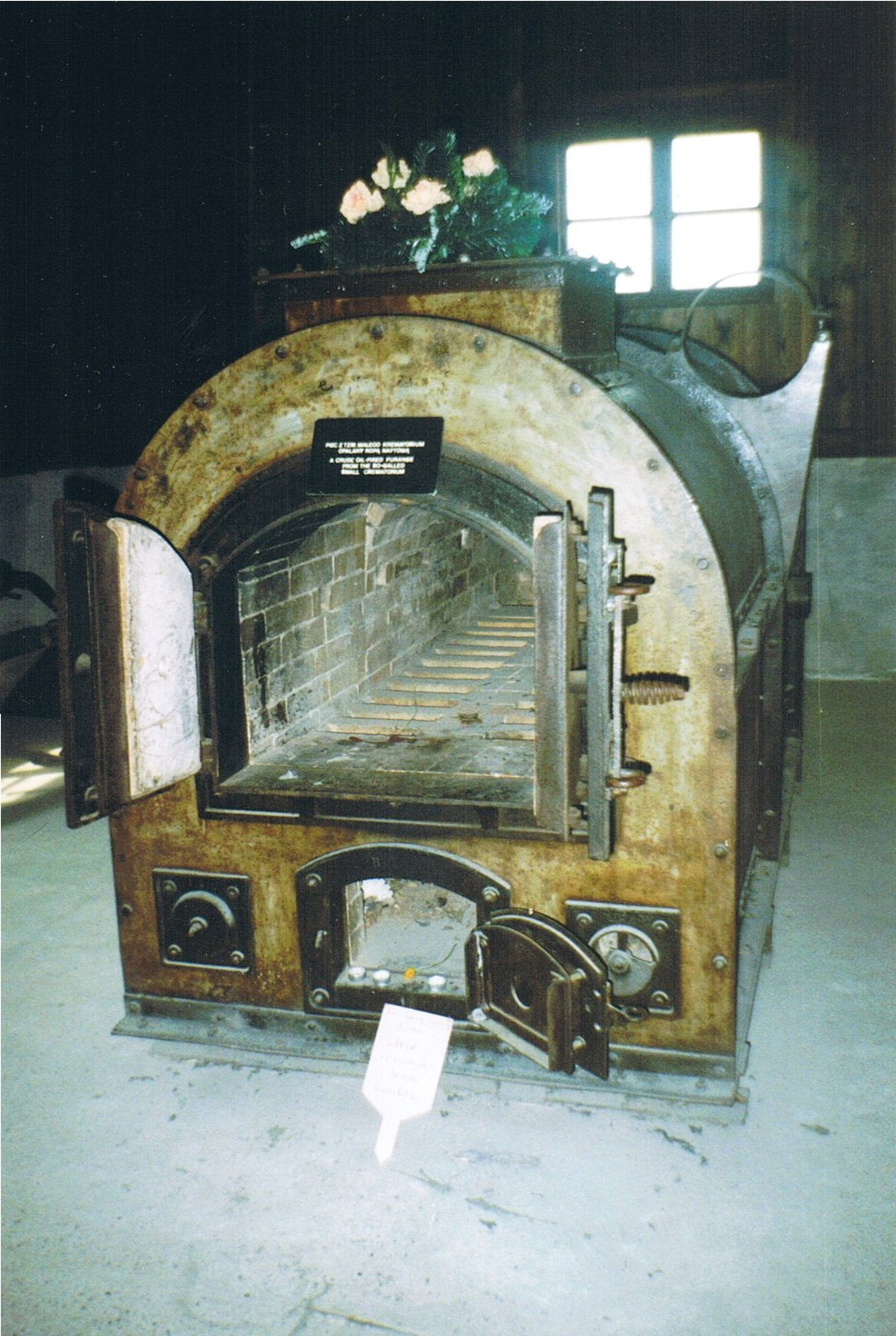
Verbrennungsofen im Krematorium KZ Majdanek

Robert Seitz (* 14. Januar 1911 in Liedolsheim; † 17. September 1977 in Karlsruhe) war ein deutscher SS-Unterscharführer, der im Krematorium des KZ Majdanek sowie den Krematorien im KZ Auschwitz-Birkenau eingesetzt war. Aufgrund dieser Funktionen war er tief in den Holocaust verstrickt.

## Leben
Seitz war von Beruf Postangestellter und Landwirt. Er trat 1931 der NSDAP bei und wurde kurz nach der nationalsozialistischen Machtergreifung 1933 Mitglied der Allgemeinen SS.
Ab Juni 1940 gehörte Seitz der Waffen-SS an.
Er war seit 1941 bei der Wachmannschaft im KZ Groß-Rosen eingesetzt. Im November 1941 wurde er in das KZ Majdanek versetzt, wo er als Kommandoführer unter dem dortigen Krematoriumleiter Erich Mußfeldt eingesetzt wurde.
Im Zuge der Sonderaktion 1005 wurden 1942 auf dem Lagergelände bei ansteigender Todes- und Mordrate auch Leichen von Häftlingen exhumiert und auf Anhänger verladen, die von Bulldogs in einen nahegelegenen Wald gefahren wurden. Dort wurden die Leichen von einem Häftlingskommando unter der Leitung von Seitz und der technischen Kontrolle eines SS-Mannes des Sonderkommandos 1005 auf einem Rost mittels Heizöl verbrannt. Dies geschah, weil das Krematorium in Majdanek einer Nachkriegsaussage von Seitz folgend zu klein war. Die Häftlinge solcher Arbeitskommandos wurden nach einiger Zeit als „Geheimnisträger“ ermordet und durch neue ersetzt.
Durch den Höheren SS- und Polizeiführer Ost Wilhelm Koppe wurde er im Dezember 1943 für die Verleihung des Kriegsverdienstkreuzes II. Klasse vorgeschlagen, da er „seinen gefahrvollen Dienst unter Einsatz seiner ganzen Person“ verrichtet und „laufend an Sonderaktionen“ teilgenommen hätte. Der Hinweis auf Sonderaktionen bedeutete nichts anderes als die Beteiligung an NS-Gewaltverbrechen.
Ab Mai 1944 war er unter Otto Moll, dem Bevollmächtigten für die Vernichtung der ungarischen Juden (sog. Ungarn-Aktion), als Leiter der Birkenauer Krematorien IV und V eingesetzt, während Muhsfeldt dort die Krematorien II und III leitete. Laut dem jüdischen Auschwitzüberlebenden Miklós Nyiszli war Seitz einer der „skrupellosesten Mörder der Krematorien“. Im Zuge der Räumung des KZ Auschwitz gehörte Seitz zu einer Gruppe von sechs „Vernichtungsspezialisten“, die im Januar 1945 in das KZ Mauthausen versetzt wurden.
Nach Kriegsende war er als Landwirt bei Liedolsheim tätig. Mittlerweile Rentner war er 1975 mit 16 weiteren Beschuldigten im Düsseldorfer Majdanek-Prozess angeklagt. Die Tatvorwürfe gegen die Angeklagten lauteten auf Mord bzw. Beihilfe zum Mord. Krankheitsbedingt schied er aus dem Prozess aus.